# Get Your Heart On!
Get Your Heart On! è il quarto album in studio dei Simple Plan, pubblicato il 21 giugno 2011 dall'Atlantic Records.
Il 19 aprile 2011 è stato estratto il primo singolo Can't Keep My Hands off You, seguito da Jet Lag (25 aprile) e Summer Paradise (pubblicato il 13 dicembre solo in Australia). Successivamente la band ha registrato una nuova versione di Summer Paradise, realizzata con il cantante giamaicano Sean Paul e pubblicata come singolo in tutto il mondo il 17 febbraio 2012.
Il 17 luglio la band ha pubblicato una seconda edizione deluxe dell'album solo nei territori francofoni, contenente come tracce bonus la versione francese di Jet Lag e due versioni di Summer Paradise con Sean Paul (una originale e una in francese).
Dopo poco meno di un mese dalla sua pubblicazione, l'album è stato certificato disco d'oro in Canada.

## Il disco
Il titolo dell'album è un gioco di parole su una frase tipica dello slang statunitense. In un'intervista il cantante Pierre Bouvier ha rivelato:
(Pierre Bouvier a Rockol.it)
Rispetto al precedente album, che ha significato un cambio di rotta nello stile musicale della band, Get Your Heart On! ha sonorità più simili al loro primo lavoro:
(Pierre Bouvier a Rockol.it)
Inoltre la band sperimenta per la prima volta anche l'uso di sintetizzatori e tastiere.
L'album vede molte collaborazioni con altri artisti (non accadeva dal primo album No Pads, No Helmets... Just Balls), tra cui il cantante degli All Time Low Alex Gaskarth e Rivers Cuomo degli Weezer, incontrato per caso negli studi durante le sessioni di registrazione dell'album. La canzone Jet Lag è stata registrata in due diverse versioni: una cantata in inglese, che vede la collaborazione della cantante britannica Natasha Bedingfield, e una in francese, con la cantante franco canadese Marie-Mai, inserita come traccia bonus nell'edizione speciale dell'album. Durante le sessioni di registrazione di Get Your Heart On! vengono registrate anche due demo, Famous for Nothing e Just Around the Corner, poi scartate. Altre tracce scritte per l'album ma poi non incluse nella lista tracce definitiva sono state successivamente registrate e inserite nell'EP Get Your Heart On - The Second Coming!.
Per l'ultima traccia This Song Saved My Life, dedicata ai fan dei Simple Plan, la band ha registrato i cori di circa trenta di loro, invitati nel loro studio durante le sessioni di registrazione.

## Tracce
1. You Suck at Love - 3:11 (Simple Plan, M. Squire)
2. Can't Keep My Hands off You (feat. Rivers Cuomo) - 3:21 (Simple Plan, Cuomo)
3. Jet Lag (feat. Natasha Bedingfield) - 3:24 (Simple Plan, R. Petersen, N. Sipe)
4. Astronaut - 3:41 (Simple Plan, J. Emery, J. Irvin)
5. Loser of the Year - 3:26 (Simple Plan, C. Kelly)
6. Anywhere Else but Here - 3:44 (Simple Plan, M. Warren)
7. Freaking Me Out (feat. Alex Gaskarth) - 3:07 (Simple Plan, J. Emery, J. Irvin)
8. Summer Paradise (feat. K'naan) - 3:56 (Simple Plan, E. Kiriakov, K. Warsame)
9. Gone Too Soon - 3:16 (Simple Plan, E. Kiriakov)
10. Last One Standing - 3:27 (Simple Plan)
11. This Song Saved My Life - 3:12 (Simple Plan, T. Gad)

Tracce bonus nell'edizione giapponese e nell'edizione deluxe di iTunes
1. Jet Lag (feat. Marie-Mai) - 3:24 (Simple Plan, R. Petersen, N. Sipe)
2. Never Should've Let You Go - 4:23 (Simple Plan)
3. Loser of the Year (acoustic) - 3:50 (Simple Plan, C. Kelly)

Tracce bonus nell'edizione deluxe franco-canadese
1. Jet Lag (feat. Marie-Mai) - 3:24 (Simple Plan, R. Petersen, N. Sipe)
2. Summer Paradise (feat. Sean Paul) - 3:54 (Simple Plan, E. Kiriakov, K. Warsame)
3. Summer Paradise (feat. Sean Paul) (French version) - 3:31 (Simple Plan, E. Kiriakov, K. Warsame)

Tracce bonus nell'edizione deluxe britannica
1. Jet Lag (feat. Marie-Mai) - 3:24 (Simple Plan, R. Petersen, N. Sipe)
2. Never Should've Let You Go - 4:23 (Simple Plan)
3. Loser of the Year (acoustic) - 3:50 (Simple Plan, C. Kelly)
4. Summer Paradise (feat. Sean Paul) - 3:54 (Simple Plan, E. Kiriakov, K. Warsame)

Tracce bonus nell'edizione tour giapponese
1. Jet Lag (feat. Marie-Mai) - 3:24 (Simple Plan, R. Petersen, N. Sipe)
2. Never Should've Let You Go - 4:23 (Simple Plan)
3. Loser of the Year (acoustic) - 3:50 (Simple Plan, C. Kelly)
4. Summer Paradise (feat. Taka from One Ok Rock) - 4:00 (Simple Plan, E. Kiriakov, K. Warsame)

## Formazione
Simple Plan
- Pierre Bouvier – voce, chitarra acustica
- Jeff Stinco – chitarra solista, cori
- Sébastien Lefebvre – chitarra ritmica, voce secondaria
- David Desrosiers – basso, voce secondaria
- Chuck Comeau – batteria, percussioni, cori

Altri musicisti
- Rivers Cuomo – voce in Can't Keep My Hands off You
- Natasha Bedingfield – voce in Jet Lag
- K'naan – voce in Summer Paradise
- Alex Gaskarth – voce in Freaking Me Out
- Marie-Mai – voce in Jet Lag (bonus track)
- Sean Paul – voce in Summer Paradise (bonus track)
- Jay Van Poederooyen - tastiera, programmazione
- Julian Emery - programmazione
- Toby Gad - piano
- Emanuel Kiriakov - piano
- Katie Rox - cori

Cori in This Song Saved My Life
- Nikila Cyr
- Alev Sofia d'Erceville-Olcay
- Lara d'Erceville-Olcay
- Sarah Fortier
- Camila Fredizzi
- Laura "Mom" Gibson
- Priscila Gomes
- Jackie Hawking
- Kendra Holt
- Kamila Kamil
- Sarah Kucharski
- Jenny Kwok
- Sally Kwok
- Freda Lewko
- Véronique Pitre
- Barbara Correa Pontes
- Mariana Correa Pontes
- Carley Simpson
- Cassie Vogt
- Akane Wada

## Classifiche
| Classifica (2011)         | Posizione massima |
| ------------------------- | ----------------- |
| Australia                 | 13                |
| Austria                   | 22                |
| Belgio (Fiandre)          | 75                |
| Belgio (Vallonia)         | 34                |
| Canada                    | 2                 |
| Francia                   | 10                |
| Germania                  | 10                |
| Giappone                  | 15                |
| Italia                    | 92                |
| Messico                   | 15                |
| Paesi Bassi               | 36                |
| Regno Unito               | 71                |
| Regno Unito (rock)        | 5                 |
| Repubblica Ceca           | 30                |
| Spagna                    | 17                |
| Stati Uniti               | 52                |
| Stati Uniti (alternative) | 10                |
| Stati Uniti (rock)        | 14                |
| Svezia                    | 50                |
| Svizzera                  | 7                 |

## Date di pubblicazione
L'album è stato pubblicato in tutto il mondo il 21 giugno 2011, eccetto nei seguenti Paesi.
| Paese           | Data           |
| --------------- | -------------- |
| Australia       | 17 giugno 2011 |
| Belgio          | 17 giugno 2011 |
| Irlanda         | 17 giugno 2011 |
| Norvegia        | 17 giugno 2011 |
| Olanda          | 17 giugno 2011 |
| Paesi Bassi     | 17 giugno 2011 |
| Cina            | 20 giugno 2011 |
| Danimarca       | 20 giugno 2011 |
| Francia         | 20 giugno 2011 |
| Italia          | 20 giugno 2011 |
| Nuova Zelanda   | 20 giugno 2011 |
| Portogallo      | 20 giugno 2011 |
| Regno Unito     | 20 giugno 2011 |
| Sudafrica       | 20 giugno 2011 |
| Giappone        | 22 giugno 2011 |
| Finlandia       | 22 giugno 2011 |
| Svezia          | 22 giugno 2011 |
| Thailandia      | 23 giugno 2011 |
| Austria         | 24 giugno 2011 |
| Germania        | 24 giugno 2011 |
| Polonia         | 24 giugno 2011 |
| Repubblica Ceca | 24 giugno 2011 |
| Svizzera        | 24 giugno 2011 |
| Ungheria        | 24 giugno 2011 |
| Ecuador         | 15 luglio 2011 |